# IC 933
IC 933 је лентикуларна галаксија у сазвјежђу Волар која се налази на листи објеката дубоког неба у Индекс каталогу.
Деклинација објекта је + 23° 13' 9" а ректасцензија 13h 45m 16,2s. Привидна величина (магнитуда) објекта IC 933 износи 13,5 а фотографска магнитуда 14,5. IC 933 је још познат и под ознакама UGC 8697, MCG 4-32-36, CGCG 131-35, PGC 48760.